# Louise Krause
Louise Krause, född Schlegel 1823 i Lübeck, död 1905 i Schwerin, var en tysk operasångerska.
Efter att ha varit verksam i Leipzig, Berlin, Schwerin och Breslau 1838-47 återvände hon 1847 till Berlin, där hon var verksam till 1863. Hon blev "hedersmedlem" i Berlinoperan. 
Hennes repertoar omfattade alla Glucks och Mozarts operor, Beethovens "Fidelio", Webers, Meyerbeers, Halévys verk, Verdis "Ernani" och "Trubaduren". Hon beskrivs som en sångare med klangfull och välbildad röst. Berlinoperan ska ha upplevt en glansperiod under hennes tid.